# Elisapie
Elisapie Isaac, nota semplicemente come Elisapie (Salluit, 1977), è una cantante e regista cinematografica canadese.

## Biografia
Nata a Salluit da madre inuk, Elisapie ha fatto parte del duo musicale Taima, con il quale ha conseguito un Juno Award per la registrazione aborigena dell'anno grazie al loro album in studio eponimo.
Dopo averlo lasciato, è stato messo in commercio il disco di debutto da solista There Will Be Stars, che presenta tracce in inuit, inglese e francese. Il terzo album The Ballad of the Runaway Girl, arrivato nel 2018, è stato promosso da un tour di concerti e le ha valso una nomination ai Juno Award, il premio musicale canadese più prestigioso, oltre a contendersi il Polaris Music Prize.

## Discografia

### Da solista

#### Album in studio
- 2009 – There Will Be Stars
- 2012 – Travelling Love
- 2018 – The Ballad of the Runaway Girl
- 2023 – Inuktitut

#### Singoli
- 2017 – Forefathers
- 2018 – Wolves Don't Live by the Rules (feat. Joe Grass)
- 2018 – Don't Make Me Blue
- 2019 – Ton vieux nom
- 2020 – Asuguuq
- 2023 – Uummati attanarsimat (Heart of Glass)
- 2023 – Taimangalimaaq (Time After Time)
- 2023 – Isumagijunnaitaungituq (The Unforgiven)
- 2023 – Qimmijuat (Wild Horses)
- 2023 – Qimatsilunga (I Want to Break Free)
- 2024 – Quviasukkuvit (If It Makes You Happy)

### Taima
- 2004 – Taima